# Gerold Propper
Gerold Felix Propper, född 13 mars 1928 i Wien, död 30 augusti 2020 i Sigtuna, var en österrikisk-svensk målare, grafiker, typograf och grafisk formgivare.
Propper kom till Sverige 1939 och vistades här till 1947. Efter att han återvänt till Österrike studerade han vid Akademie der bildenden Künste Wien 1949–1953 och efter studierna återvände han till Sverige då han erbjöds ett arbete som typograf och grafisk formgivare. Separat ställde han ut på Sturegalleriet i Stockholm 1957 och han medverkade i ett flertal samlingsutställningar. Hans konst består av ett nonfigurativt måleri och abstrakta tolkningar av Jesu lidandeväg enligt den katolska liturgin. Han skrev 1989 läroboken Typografisk design som utgavs i flera upplagor. Propper är representerad med några bokband vid Nationalmuseum i Stockholm.      
Det är Propper som formgivit symbolen för judar som konverterat till kristendomen, ett likarmat kors placerat ovanpå en Davidsstjärna. Den symbolen fanns i hans egen dödsannons 11 september 2020 i Svenska Dagbladet.
Han var gift med kyrkoherden Kerstin Propper, och de var föräldrar till pianisten Daniel Propper och finanskvinnan Gabriella Sahlman.